# Eugene Holiday

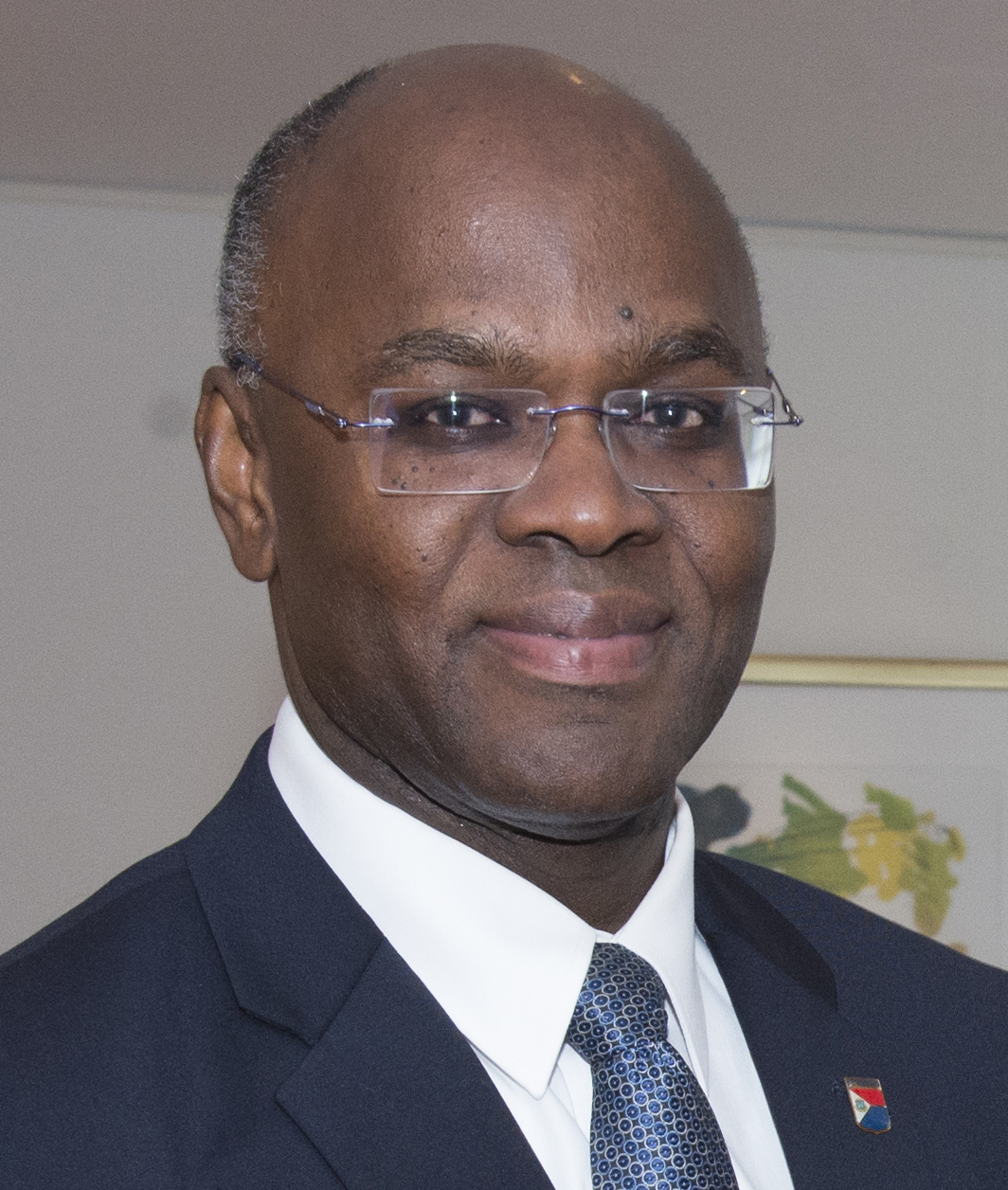
Eugene Holiday, 2015

Eugene Bernard Holiday (* 14. Dezember 1962 in Philipsburg) ist ein niederländischer Politiker. Er war von Oktober 2010 bis Oktober 2022 Gouverneur von Sint Maarten, einem autonomen Land innerhalb des Königreiches der Niederlande.

## Leben
Eugene Holiday absolvierte 1979 das Milton Peter College (MPC) in South Reward und machte sein Abitur 1982 am katholischen Canisius College im niederländischen Nijmegen. Er studierte an der Katholischen Universität Brabant in Tilburg. Sein Studium schloss er 1987 mit einer Promotion in Wirtschaftswissenschaft ab.
Danach arbeitete er bis 1995 für die Bank van de Nederlandse Antillen in Curaçao. 1995 wurde er dazu berufen, eine Arbeitsgruppe zu leiten, die ein Konjunkturprogramm für die Beseitigung der Schäden durch Hurrikan Luis aufstellte. Von 1995 bis 1998 war er Generaldirektor der Fluggesellschaft Winair. Von 1998 bis 2010 leitete er den Princess Juliana International Airport.
Als Sportler vertrat Eugene Holiday Sint Maarten in den Sportarten Baseball und Poolbillard.

## Politik
Nachdem 2010 die Niederländischen Antillen aufgelöst wurden, erhielt Sint Maarten den Status eines autonomen Landes innerhalb des Königreiches der Niederlande. Staatsoberhaupt ist der König der Niederlande, Willem-Alexander. Er wird in Sint Maarten durch einen Gouverneur vertreten. Eugene Holiday wurde am 10. Oktober 2010 der erste Gouverneur von Sint Maarten. Dieses Amt bekleidete er bis Oktober 2022. Sein Nachfolger wurde Ajamu Baly.